# Pablo Miguel de Elizondo
Pablo Miguel de Elizondo Albizu (Pamplona, 20 de mayo de 1670-Valladolid, 29 de febrero de 1728) fue un jesuita, predicador y profesor de filosofía y teología en colegios de la Compañía de Jesús. En 1715 fue nombrado por la Diputación del Reino de Navarra cronista del mismo, cargo del que le suspendió en 1723. Falleció en Valladolid en 1728.

## Biografía
Nació en Pamplona en 1670, hijo del licenciado Francisco de Elizondo y de Josefa Albizu, y fue bautizado en la parroquia de San Lorenzo. Su hermano Joaquín de Elizondo, probablemente más joven que él, destacó como jurista del Reino de Navarra.
Pablo Miguel realizó sus primeros estudios en Pamplona y de aquí pasó a la Universidad de Salamanca donde cursó filosofía y dos años de teología para finalmente obtener el grado de bachiller en artes. 

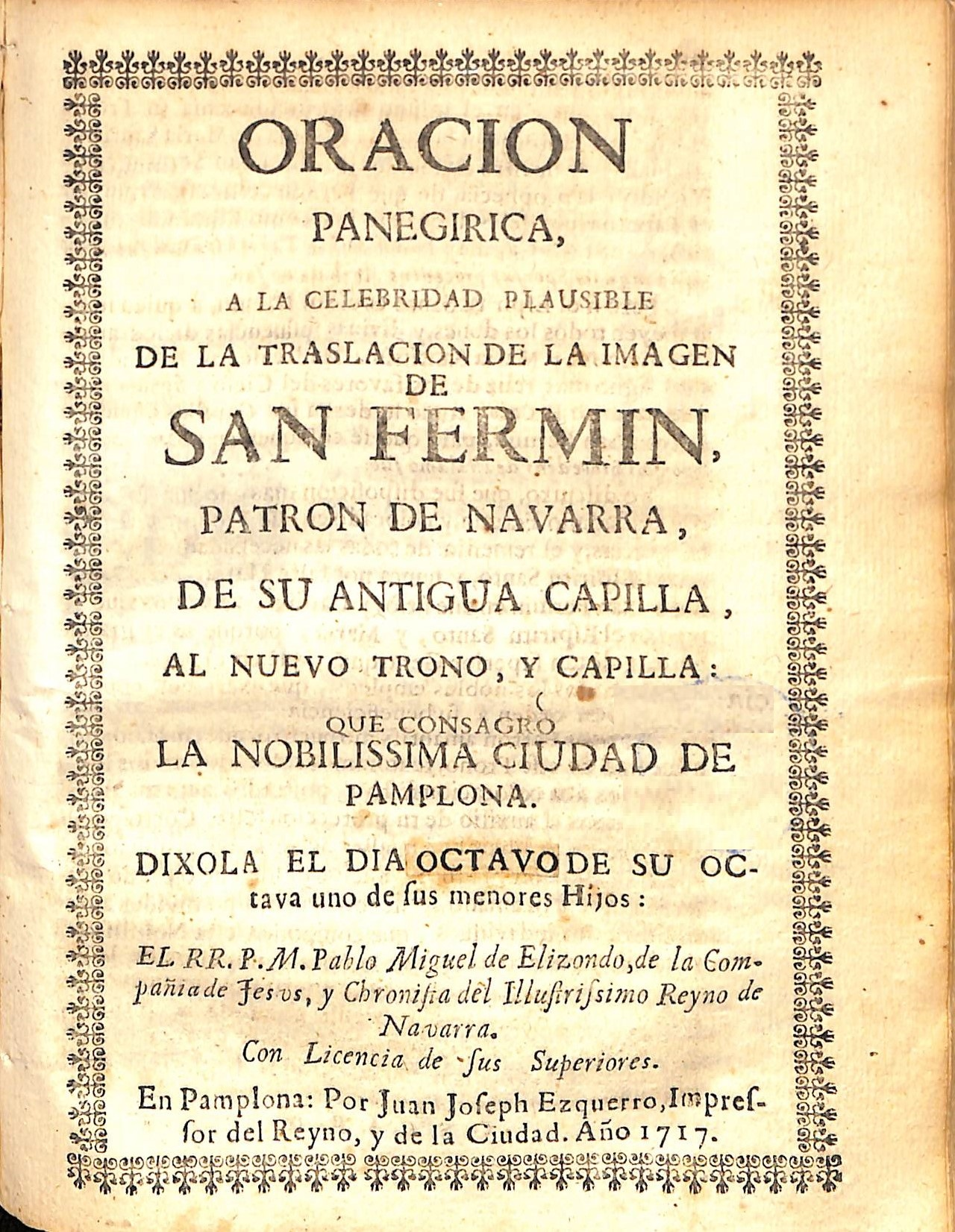
Sermón sobre san Fermín impreso en 1717

En 1689, cuando tenía 19 años, ingresó la Compañía de Jesús en el colegio de Salamanca. Hizo el noviciado en Villagarcía de Campos, en Valladolid y al cabo de dos años regresó a Salamanca para completar sus estudios de teología. 
El 8 de diciembre de 1703, a los 33 años, hizo la profesión solemne de los votos de la Compañía de Jesús. Fue destinado como profesor de filosofía en el colegio de los jesuitas de Ávila y seguidamente impartió teología en los colegios de Palencia y Segovia. Su vocación de predicador se consolidó a partir de 1714 en el colegio de Ávila, donde fue nombrado para desempeñar esta actividad, y continuó en los de Pamplona y Valladolid.

## Cronista del Reino de Navarra
Cuando habían transcurrido poco más de dos meses del fallecimiento el 8 de octubre de 1715 del segundo cronista de Navarra, Francisco de Alesón, la Diputación designó el 15 de diciembre a Elizondo para cubrir la vacante. El nombramiento lo justificó por “las grandes prendas que de todas ciencias concurren en el P. Pablo de Elizondo de la Compañía de Jesús y maestro de Teología”. Se le señaló como retribución anual 150 ducados, la misma que habían percibido sus antecesores. A partir del nombramiento, Elizondo pasó a residir en la capital navarra, como exigía el cumplimiento de su cargo.
Cabe precisar que hasta esa fecha Elizondo no había desempeñado actividad alguna relacionada con la investigación histórica. Es probable que su hermano Joaquín propiciara su nombramiento, ya que desempeñaba altos cargos en las instituciones políticas del Reino. Por otra parte, el nuevo cronista no estaba vinculado con Navarra, ya que desde su juventud había vivido fuera. Se ha de subrayar  que el cargo de cronista recaía, una vez más, en un miembro navarro de la entonces influyente Compañía de Jesús: el primero fue José de Moret, el segundo, como se ha señalado, Francisco de Alesón, y ahora Pablo de Elizondo.
El nuevo cronista recibe como primer encargo la redacción del resumen de los cinco tomos de los Anales del Reino de Navarra publicados hasta ese momento, con el propósito de contar con una obra resumida y, por lo tanto, más manejable, lo cual facilitaría su difusión y accesibilidad. Seguidamente debería preparar el “índice y tabla” —los índices onomástico y temático— de la misma obra, que había sido publicada sin ellos, por lo que la consulta resultaba difícil. Concluidos estos dos trabajos, en principio menores, el cronista debería continuar la obra de los Anales, que había quedado interrumpida en el quinto tomo, concretamente en el año 1527, con el relato del saco de Roma por las tropas del emperador Carlos V.

## Redacción  del “Compendio”

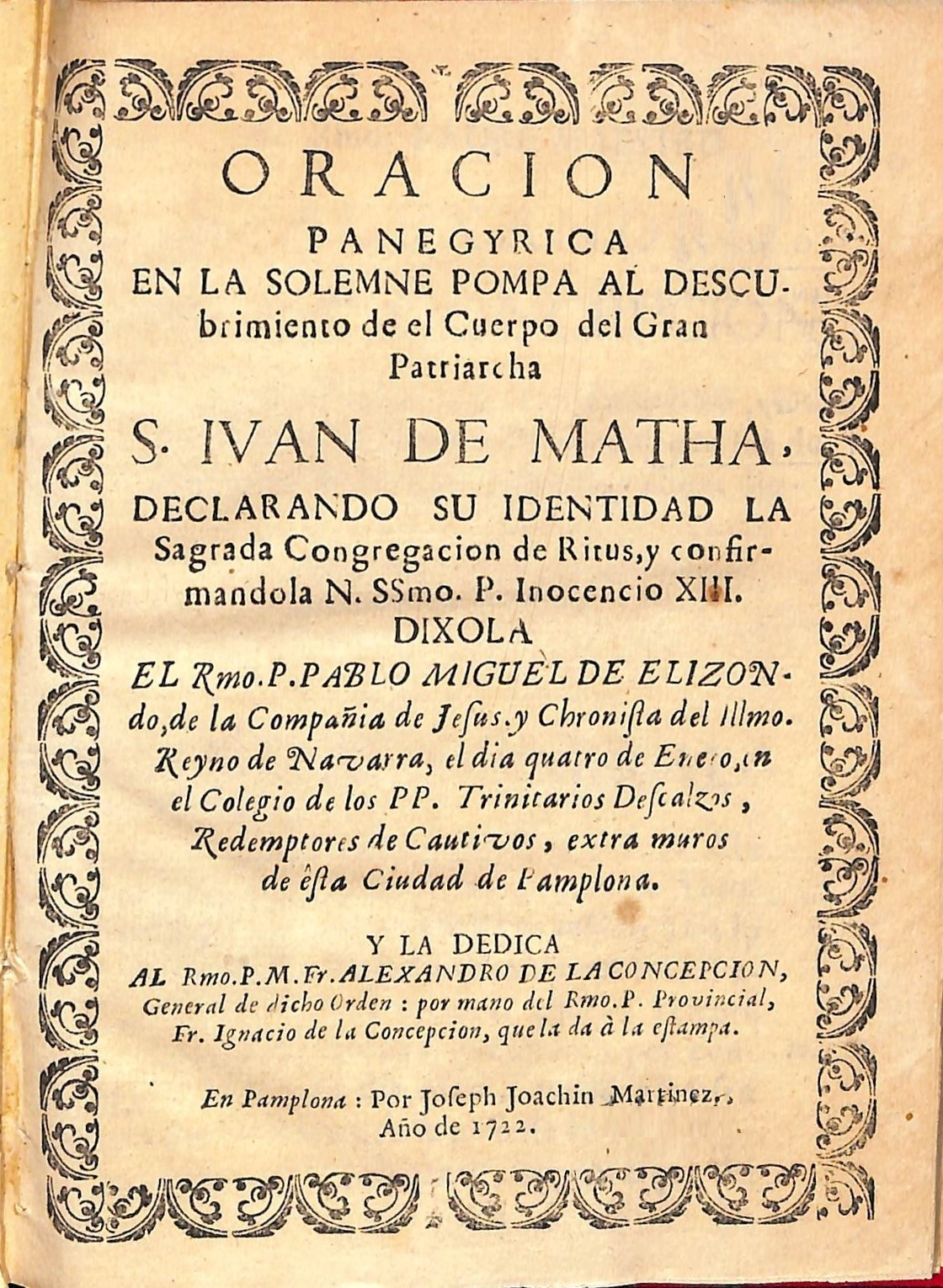
Sermón sobre san Juan de Mata impreso en 1722

A pesar de los apremios que recibió de la Diputación, Elizondo necesitó ocho años para presentar su "Compendio" -resumen- de los Anales, que por fin entregó en 1721. 
De acuerdo con el procedimiento establecido para la edición de las publicaciones oficiales, la Diputación mandó el original a revisión y enseguida surgieron reticencias sobre su idoneidad. Por este motivo fue encomendado a cuatro examinadores sucesivos y el proceso de aprobación del original se prolongó de manera inusitada durante tres años. El malestar de la Diputación por el deficiente trabajo de Elizondo se agudizó además por la lentitud con que este redactaba el índice general y, por supuesto, porque el cronista no había reanudado la continuación de los Anales, con la redacción del tomo VI, a pesar de que su predecesor, Alesón, ya había iniciado esta tarea. Todo esto desembocó en el cese de Elizondo en 1724. Esta decisión era insólita, ya que sus dos predecesores habían disfrutado del empleo hasta su fallecimiento. 
La destitución no debió de ser bien recibida por el cronista, por lo que su influyente hermano, Joaquín, intercedió ante el Reino para que “se sirva reelegir al Padre Pablo [Elizondo], su hermano, por su cronista”. Esta solicitud fue rechazada, al igual que la petición de una pensión vitalicia de cincuenta ducados anuales, que las Cortes del Reino de Navarra rechazaron en las tres ocasiones en las que fue presentada. El cese de Pablo de Elizondo dio pie para suspender definitivamente la continuación de los Anales y, en consecuencia, suprimir el oficio de cronista del Reino que existía desde 1654.
Tras el cese, Elizondo fue destinado al colegio de los jesuitas de Valladolid, donde falleció cuatro años más tarde, en 1728, cuando contaba 58 de edad. 

### Edición del “Compendio”

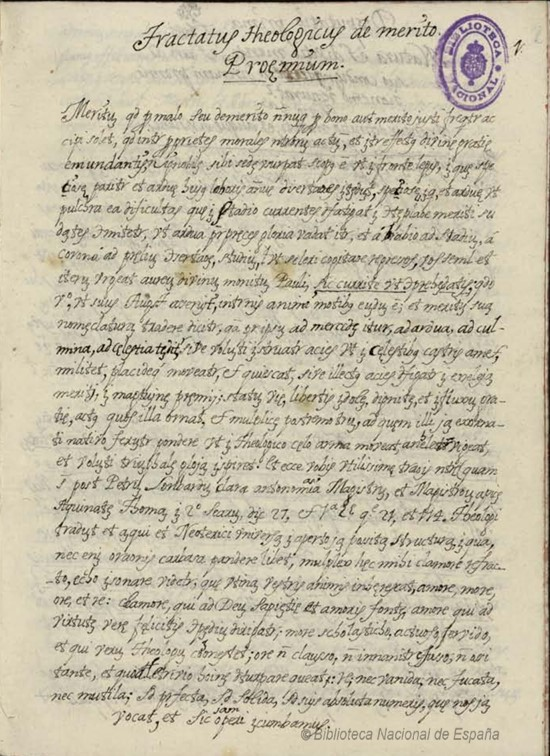
Manuscrito de un tratado de teología dictado por Elizondo en Salamanca en el año 1709

Al fin en 1724 las Cortes de Navarra dieron su aprobación a la publicación del “Compendio”, aunque con la importante salvedad de que se debía dar prioridad a la impresión de una obra institucional de mayor trascendencia y necesidad como era la Novísima recopilación de las leyes del Reino de Navarra que precisamente había preparado Joaquín de Elizondo, el hermano del cronista. Si sobrara dinero, una vez impresa esta obra, se destinaría para la del Compendio. Pero el presupuesto se agotó con la publicación de la obra legislativa y, en consecuencia, la impresión del resumen de los Anales fue postergada sin fecha.

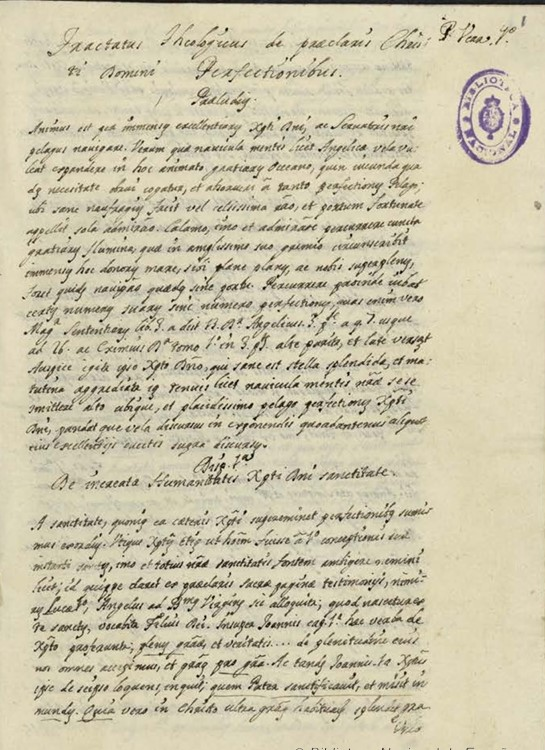
Manuscrito del tratado de teología dictado por Elizondo en 1710

Hubo que esperar hasta 1732 para que el Compendio saliera a la luz, aunque fue por iniciativa privada: corrió a cargo del comerciante pamplonés Juan Bautista Gayarre, quien consideró que la publicación tenía salida comercial. Con ese propósito obtuvo el privilegio exclusivo de su venta durante diez años, al precio favorable para él de ocho maravedís el pliego, una cantidad que estaba por encima de la habitual en aquel siglo. De esta manera, los cinco volúmenes en tamaño folio -mínimo 32 centímetros de altura- de los Anales, que sumaban tres mil páginas, se redujeron a uno, del mismo formato, con 779 páginas en total. En su portada se lee: “Compendio de los cinco tomos de los Anales de Navarra. Compuesto por el padre Pablo Miguel de Elizondo, de la Compañía de Jesús, y Cronista del mismo Reyno”.  En el mismo volumen, en un anejo de cien páginas, se incluyó el índice general, que había sido completado a partir de lo que el cronista había dejado preparado.
Se tiene noticia de que la edición del Compendio estaba agotada en 1766 y de que por este motivo se planteó su reedición en un formato más popular, como el octavo, aunque finalmente no se llevó a la práctica. En 2009 se reeditó en un tomo de 780 páginas.
Pablo Miguel de Elizondo, tercer cronista del Reino de Navarra, se sitúa muy por debajo de sus predecesores, José de Moret y Francisco de Alesón, toda vez que su trabajo se limitó a la premiosa redacción de un resumen, por lo demás excesivamente voluminoso para la finalidad divulgativa que el Reino había previsto.

## Dos sermones impresos
En cuanto a su actividad como predicador, se conocen dos folletos con sendos sermones pronunciados en Pamplona. Son muy barrocos, con pasajes a menudo ininteligibles. Están repletos de citas latinas, en su práctica totalidad innecesarias, aportadas para dar impresión de erudición; carecen de la espiritualidad exigida en este tipo de discursos y, en ocasiones, los excesos retóricos se precipitan en el ridículo. Conviene tener presente que estas características eran frecuentes entre los oradores sagrados de aquel tiempo, que fueron calificados despectivamente de gerundianos.
El primero de los sermones impresos, titulado “Oración panegírica a la celebridad plausible de la traslación de la imagen de San Fermín, patrón de Navarra, de su antigua capilla al nuevo trono y capilla”, formaba parte de las celebraciones de la inauguración en 1717 de la capilla de San Fermín, construida como ampliación de la iglesia de San Lorenzo. Se trata de un folleto de 28 páginas, en cuarto, impreso por José Miguel Ezquerro en el mismo año de la inauguración. En las funciones participaron destacados predicadores, como era el caso de Pablo Miguel Elizondo, recientemente nombrado cronista del Reino.
El segundo se pronunció en 1722, con motivo de la identificación del cuerpo de san Juan de Mata, y tuvo lugar dentro de los actos promovidos por los trinitarios descalzos del convento de Pamplona, quienes financiaron su publicación. Tiene 32 páginas y, como era habitual en este tipo de publicaciones, su formato es en cuarto -mínimo 21 centímetros de altura-. Lo imprimió José Joaquín Martínez en el mismo año.

## Obras manuscritas
Entre 1709 y 1710 Elizondo dictó en Salamanca, al mismo amanuense, dos tratados teológicos, que estarían relacionados con su actividad docente. El primero, datado en 1709, se titula Tractatus theologicus Christi Domini perfectionibus, y tiene 66 hojas de 21 centímetros
El segundo manuscrito, Tratactus theologicus de merito, fechado en 1710, consta de 93 hojas del mismo formato que el anterior.
Por su parte, Pérez Goyena  da cuenta del manuscrito De angelis, de 79 páginas en cuarto, que no hemos identificado.

## Galería de imágenes

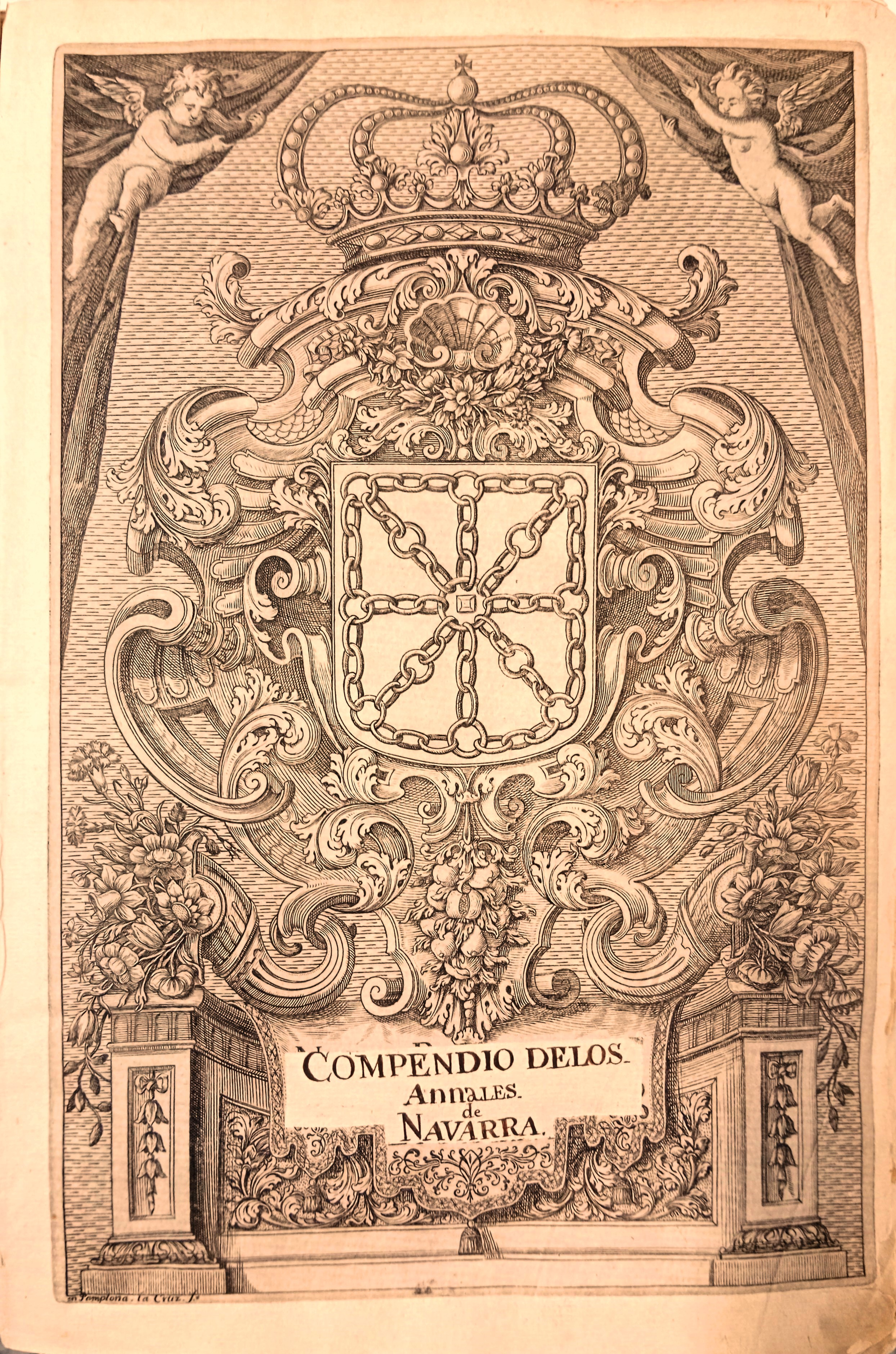
Frontispicio del Compendio que reutiliza el grabado empleado en las ediciones oficiales de Navarra
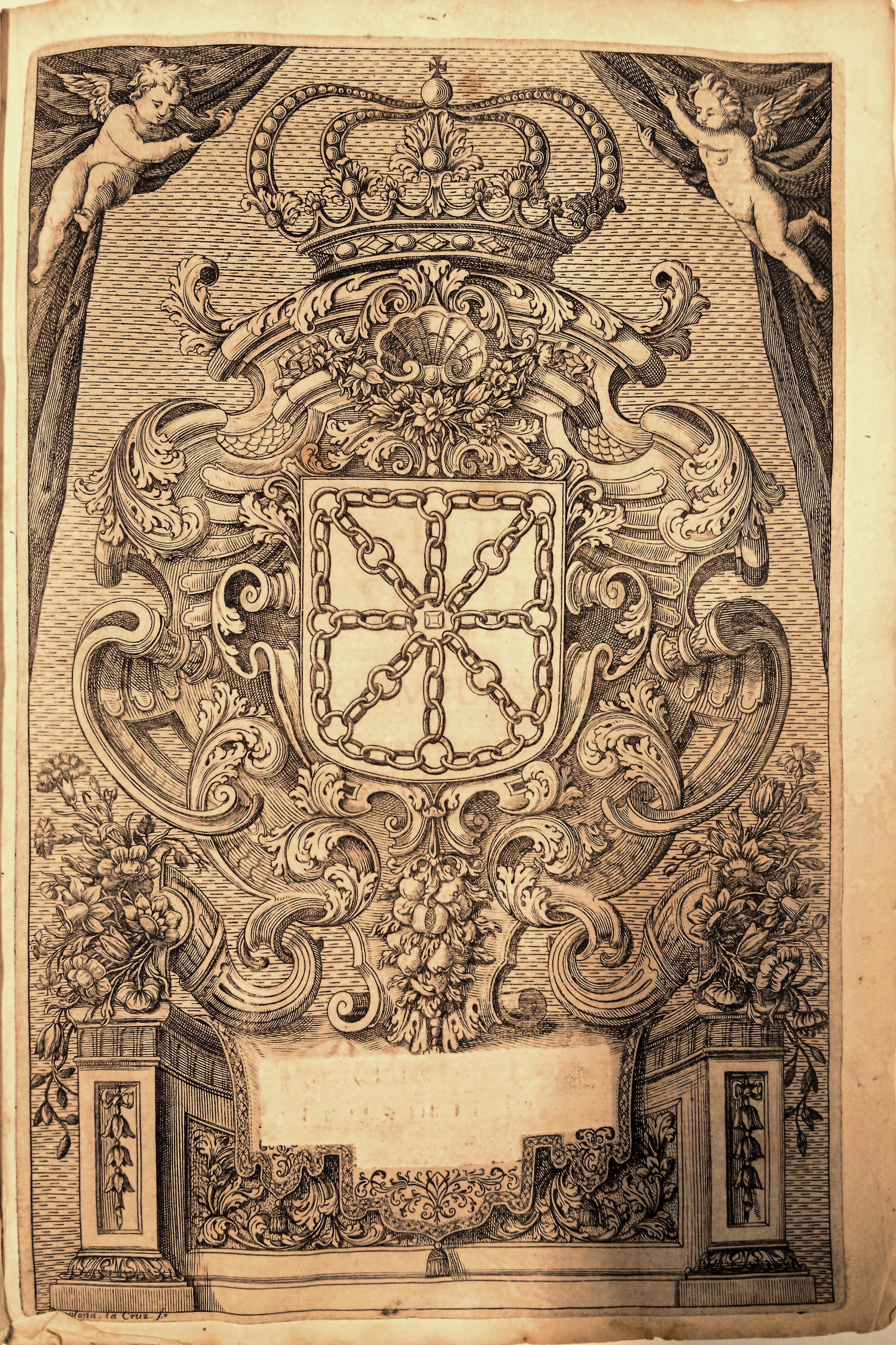
La mayor parte de los ejemplares apareció con el grabado del frontispicio sin el título, lo cual se ha de interpretar como una negligencia